# Fondazione Ellen MacArthur
La Ellen MacArthur Foundation, spesso italianizzato in Fondazione Ellen MacArthur , è stata fondata nel 2010 dalla velista inglese Ellen MacArthur. La Fondazione ha sede a Chicago e sostiene le varie organizzazioni senza scopo di lucro in circa 50 paesi. La fondazione offre circa 225 milioni di dollari annui in sovvenzioni e investimenti relativi al programma 'Economia circolare'.
Oltre a selezionare dei borsisti, progetto conosciuto come "Borse di genio", la fondazione conferisce premi sotto forma di borse di studio nelle aree di finanziamento, tra cui: arte, cultura, comunità, sviluppo economico, media digitali, apprendimento, abitare e giustizia minorile. La Fondazione ha il dichiarato obiettivo di "Sostenere le persone creative e le istituzioni impegnate a costruire un mondo più giusto, verde, e pacifico".

## Storia
John D. MacArthur è un proprietà di Bankers Life e Casualty e di altre imprese, ha sedi in Florida e a New York. Sua moglie, Ellen MacArthur è stata una famosa velista. L'avvocato William T. Kirby, insieme a Paul Doolen (Direttore finanziario dei MacArthurs), suggerì loro di creare una fondazione in quanto erano state persone molto fortunate nella vita.

## Aree di interesse
La Fondazione si concentra in tre aree:
Leadership di pensiero - L'opportunità di un redesign rivoluzionario
La Fondazione lavora per rafforzare e comunicare le idee e le opportunità attorno all'economia circolare, pubblica una varietà di materiali (relazioni, casi di studio, risorse educative), così come l'uso di supporti creativi e sociali. Ritengono che concentrarsi sulla progettazione di un modello di restauro per il futuro, possa offrire un'opportunità unica per coinvolgere un'intera generazione quando si fonde con la capacità di trasferire conoscenze, co-creare idee e connettere le persone.
Basandosi su una rete di esperti internazionali, tra cui importanti pensatori dell'economia circolare e accademici leader, la Fondazione si impegna a rafforzare la coerenza del quadro e continua a svilupparla, rendendola disponibile al pubblico come: le istituzioni educative, le imprese e il settore pubblico.
Istruzione - Ispirare una generazione a ripensare il futuro
Scienza, tecnologia, ingegneria, matematica e design (STEM) sono argomenti che saranno al centro di qualsiasi transizione verso un'economia circolare. Altrettanto fondamentale sarà lo sviluppo di sistemi thinking, la capacità di capire come singole attività interagiscono all'interno di un mondo interconnesso più grande. La Fondazione ha costruito un portafoglio di risorse, come stimolo per aiutare a sviluppare queste abilità, sostenendo i docenti e stabilire una rete di partner per consentire la formazione e il mentoring. Un programma di sviluppo parallelo per l'istruzione superiore è stato istituito con una particolare attenzione per il sostegno alle istituzioni di business globali, di progettazione, di ingegneria e il loro collegamento alle best practice, con studi di casi aziendali in tutto il mondo.
Affari - Catalizzazione delle imprese sull'innovazione
Dal suo lancio nel settembre 2010, la Fondazione ha posto un accento sulla rilevanza nel mondo reale delle sue attività. Come tale la Fondazione ritiene che l'innovazione del business si trovi nel cuore di una transizione verso l'economia circolare. La Fondazione lavora attualmente con un gruppo di Global Partners (Cisco, Martin pescatore, Philips, Renault e Unilever), così come i membri della Economia Circolare 100 (un programma per le imprese, gli innovatori emergenti, le regioni e le università, istituito dalla Fondazione stessa) per incorporare economia circolare nel contesto di tutta l'economia globale.

## Progetto Re-Design
Il Progetto Re-Design è stato una serie di laboratori didattici, concorsi e stage tenuti negli Stati Uniti, per promuovere l'economia circolare (fra gli studenti tre i 16 e i 18 anni di età) ed è stato gratis, con workshop che servivano a promuovere il pensiero su come gli studenti immaginassero il loro futuro e il modo in cui le aziende utilizzano i materiali, come le cose dovrebbero essere fatte per essere riutilizzati di nuovo'.
Nel corso della giornata, gli studenti si sono sfidati a ripensare e riprogettare come i prodotti sono realizzati e utilizzati e anche in che modo possono essere rilavorati in futuro. I vincitori sono poi andati in stage, per incontrare alcune delle società che hanno collaborato, conoscere i fondatori della Fondazione e cercare di imparare a riprogettare uno dei loro prodotti, per renderlo sostenibile. Queste aziende sono state: Cisco, National Grid, Renault, e BT. Gli studenti hanno discusso su come l'economia circolare potrebbe essere raggiunta in queste quattro diverse società.

## Verso l'economia circolare
Nel gennaio 2012, è stato pubblicato un rapporto dal titolo Verso l'economia circolare: motivazioni economiche e di business per una transizione accelerata. Il rapporto, commissionato dalla Ellen MacArthur Foundation e sviluppato da McKinsey & Company, è stato il primo del suo genere a considerare le opportunità economiche e di business per la transizione verso un modello circolare. Utilizzando casi di studio di prodotto e analisi su tutta l'economia, il rapporto descrive la capacità di produrre benefici significativi in tutta l'Unione europea. Il rapporto sostiene che un sottoinsieme del settore manifatturiero dell'UE, potrebbe realizzare materiali per un valore fino a 630 miliardi di Dollari di risparmio netto, dal periodo che parte dallo studio sino all 2025, stimolando l'attività economica nelle aree di sviluppo del prodotto, di rigenerazione e di rinnovamento